# Сула (притока Німану)
Сула — річка в Столбцовському районі Білорусі, права притока Німану. Довжина 76 км. Площа басейну 520 км². Витрата води в гирлі 3,5 м³/с. Середній нахил водної поверхні 2,1‰.
Починається за 0,7 км на південний від села Тавкачовшчина, тече по південно-західних схилах Мінської височини, в нижній течії перетинає невеликі, іноді заболочені лісові масиви. Впадає в Німан за 0,7 км на північ від буд. Дбайливе. Береги поросли чагарником.
Долина слабкозвивиста, трапецієподібна, її ширина 0,3 — 0,5 км, місцями розширюється до 2 км. Схили переважно під лісом. Заплава двостороння, її ширина 0,2-0,3 км, зрідка розширюється до 0,6 км, пересіченій видолинками і старицями. Річище дуже звивисте, ширина річки в межень від 3 м у верхній до 20 м у нижній течії.
Основні притоки
- праві: Тонва, Сярмяжка;
- ліві: Перакуль, Волка.

На річці є зони відпочинку: Аталезь (біля злиття Сули і Німану).

## Ресурси Інтернету
- Рака Сула